# Tamahagane

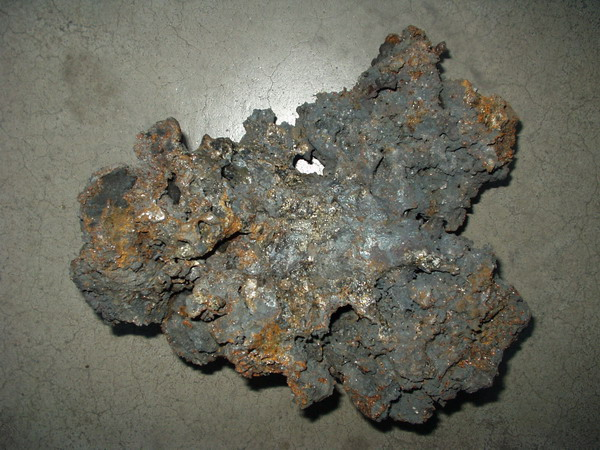
Tamahagane

Tamahagane (jap. 玉鋼) ist ein Stahl, der aus Eisensand (砂鉄, Satetsu) im Tatara, einer japanischen Ausführungsart des Rennofens, durch Verhüttung (direkte Reduktion) gewonnen wird. Die entstandene Luppe wird durch vielfaches Ausschmieden (Gärben) von Schlacken und Einschlüssen befreit und zu Raffinierstahl verarbeitet.

## Vorkommen
Das Rohmaterial, der Eisensand (Satetsu), aus dem Tamahagane-Stahl hergestellt wird, stammt aus dem Gebiet Okuizumo in der Präfektur Shimane, die in der Region Chugoku auf der japanischen Hauptinsel Honshu liegt. Es gibt zwei Arten von Eisen; Masa und Sasetsu, wobei Masa die höhere Qualität hat.

## Eigenschaften
Tamahagane ist heterogen und zeichnet sich teilweise durch einen hohen Gehalt an Kohlenstoff aus. Zudem ist er arm an unerwünschten Beimengungen wie Schwefel und Phosphor.

## Verwendung
Aus Tamahagane wurden die traditionellen japanischen Waffen wie Katana (Langschwert), Wakizashi (Kurzschwert) und Tantō (Dolch) gefertigt sowie Yoroi (鎧 oder selten 甲) die traditionelle Plattenrüstung. Noch heute werden Schwertklingen und Klingen für Messer – etwa Hōchō (japanische Küchenmesser) oder Kamisori (japanische Rasiermesser) – aus Tamahagane hergestellt.